# 5. Unterseebootsflottille
A 5. Unterseebootsflottille foi uma Flotilha de Submarinos da Kriegsmarine que serviu no início da Segunda Guerra Mundial. Foi fundada no dia 1 de Dezembro de 1938, sendo dispensada após um ano de serviço, no mês de Janeiro de 1940, com os seus U-Boots enviados ao comando da 1. Unterseebootsflottille.
A Flotilha foi reformada no mês de Junho de 1941, servindo então até o final da guerra.

## Bases
| Dezembro de 1938 - Dezembro de 1939 | Kiel |
|                                     |      |
| Junho de 1941 - Maio de 1945        | Kiel |

## Comandante
| Comandante                  | Data                                |
| --------------------------- | ----------------------------------- |
| Korvkpt. Hans-Rudolf Rösing | Dezembro de 1938 - Dezembro de 1939 |
| Kptlt. Karl-Heinz Moehle    | Junho de 1941 - Agosto de 1942      |
| Korvkpt. Hans Pauckstadt    | Setembro de 1942 - Novembro de 1942 |
| Korvkpt. Karl-Heinz Moehle  | Novembro de 1942 - Maio de 1945     |

## Tipo de U-Boot
Serviram nesta flotilha os seguintes tipos de U-Boots:
| até 1939  | IIC                                                                           |
| após 1941 | IIB, IID, VIIB, VIIC, VIIC42, VIIC42, VIIF, IX, XB, XVIIA, XVIIB, XXI e XXIII |

## U-Boots
Foram designados ao comando desta Flotilha um total de 6 U-Boot até o ano de 1939 e após esta unidade ser recriada em 1941, recebeu ao seu comando um total de 336 U-Boots:
| U-56 U-57 U-58 U-59 U-60 e U-61                        |
| após restabelecimento                                  |
| U-11, U-38, U-86, U-91, U-92, U-134, U-135             |
| U-142, U-208, U-210, U-211, U-213, U-214, U-215        |
| U-216, U-217, U-218, U-221, U-224, U-225, U-226        |
| U-227, U-228, U-229, U-230, U-231, U-232, U-234        |
| U-235, U-236, U-237, U-238, U-239, U-240, U-241        |
| U-242, U-243, U-244, U-245, U-246, U-247, U-248        |
| U-249, U-250, U-257, U-258, U-259, U-262, U-301        |
| U-320, U-333, U-336, U-337, U-348, U-353, U-354        |
| U-355, U-360, U-364, U-365, U-366, U-374, U-375        |
| U-380, U-381, U-382, U-384, U-385, U-386, U-387        |
| U-388, U-389, U-390, U-391, U-392, U-393, U-394        |
| U-396, U-397, U-398, U-399, U-400, U-403, U-407        |
| U-408, U-409, U-410, U-435, U-436, U-439, U-440        |
| U-441, U-442, U-454, U-455, U-466, U-467, U-468        |
| U-469, U-470, U-471, U-472, U-473, U-475, U-476        |
| U-477, U-478, U-479, U-480, U-481, U-482, U-483        |
| U-484, U-485, U-486, U-578, U-579, U-580, U-581        |
| U-582, U-583, U-584, U-600, U-601, U-602, U-603        |
| U-604, U-605, U-606, U-607, U-608, U-609, U-610        |
| U-611, U-612, U-617, U-618, U-619, U-626, U-627        |
| U-628, U-629, U-630, U-631, U-632, U-633, U-634        |
| U-635, U-636, U-637, U-638, U-639, U-640, U-641        |
| U-642, U-643, U-644, U-645, U-646, U-647, U-648        |
| U-649, U-650, U-654, U-656, U-659, U-660, U-661        |
| U-662, U-663, U-665, U-666, U-667, U-668, U-669        |
| U-670, U-671, U-672, U-673, U-674, U-675, U-676        |
| U-677, U-678, U-702, U-705, U-706, U-708, U-709        |
| U-710, U-711, U-714, U-715, U-716, U-717, U-718        |
| U-719, U-749, U-750, U-754, U-755, U-759, U-792        |
| U-793, U-794, U-795, U-828, U-904, U-951, U-952        |
| U-953, U-954, U-955, U-956, U-957, U-958, U-959        |
| U-960, U-961, U-962, U-963, U-964, U-965, U-966        |
| U-967, U-968, U-969, U-970, U-971, U-972, U-973        |
| U-974, U-975, U-976, U-977, U-978, U-979, U-980        |
| U-981, U-982, U-983, U-984, U-985, U-986, U-987        |
| U-988, U-989, U-990, U-991, U-992, U-993, U-994        |
| U-995, U-997, U-998, U-999, U-1001, U-1008, U-1051     |
| U-1052, U-1053, U-1054, U-1055, U-1056, U-1057, U-1058 |
| U-1059, U-1060, U-1061, U-1062, U-1063, U-1064, U-1065 |
| U-1105, U-1108, U-1110, U-1131, U-1132, U-1161, U-1162 |
| U-1168, U-1195, U-1207, U-1210, U-1274, U-1275, U-1405 |
| U-1406, U-1407, U-2332, U-2333, U-3501, U-3502, U-3503 |
| U-3504, U-3505, U-3506, U-3507, U-3508, U-3509, U-3510 |
| U-3511, U-3512, U-3513, U-3514, U-3515, U-3516, U-3517 |
| U-3518, U-3519, U-3521, U-3522, U-3523, U-3524, U-3525 |
| U-3526, U-3527, U-3528, U-3529, U-3530, U-4701, U-4702 |
| U-4703, U-4704, U-4705, U-4706, U-4707, U-4709, U-4710 |
| U-4711, U-4712                                         |
| UF-2, UD-1, UD-3, UD-4 e UD-5                          |